# Cronaca in rima di Braunschweig
La cronaca in rima di Braunschweig, in tedesco Braunschweigische Reimchronik o Braunschweiger Reimchronik, è un resoconto della storia della dinastia ottoniana scritto alla fine del XIII secolo. Per questa cronaca, l'autore ha utilizzato la forma della cronaca in rima, diffusa in Europa occidentale nel Medioevo.

## Autore
L'autore della cronaca in rima di Braunschweig è sconosciuto. L'opera fu probabilmente scritta da un chierico di Braunschweig della cerchia dei duchi di Braunschweig-Lüneburg nel periodo tra il 1279 e il 1292. Un'appendice si estende fino all'anno 1298.

## Contenuti
In 9339 versi viene raccontata la storia della dinastia sassone da Vitichindo, passando per i Brunonidi e Enrico il Leone, fino al duca Alberto I († 1279). Vengono inoltre descritti i dettagli della storia della città di Braunschweig e la disputa per il trono tra gli Hohenstaufen e i Welfen.

## Fonti
La cronaca si è conservata solo in due manoscritti del XIII e del XV secolo. Il presunto autore delle Cronecken der Sassen (dal 1489 al 1491 circa), Hermann Bote, utilizzò tra l'altro la cronaca in rima di Braunschweig per la sua opera storica.